# Herb powiatu gryfickiego
Herb powiatu gryfickiego – jeden z symboli powiatu gryfickiego, ustanowiony 15 lutego 2000.

## Wygląd i symbolika
Herb przedstawia na tarczy dwudzielnej z prawa w skos, w polu górnym srebrnym czerwonego gryfa skierowanego w prawo, którego dziób i szpony są w kolorze złotym (żółtym); natomiast w polu dolnym błękitnym osiem złotych lilii heraldycznych nawiązujących do lilii Świętopełka, symbolizujących gminy wchodzące w skład powiatu (do 2002, obecnie gmin jest sześć, herb pozostał jednak bez zmian). Czerwony gryf pomorski to symbol ziemi gryfickiej pochodzący od herbu Gryfitów, podobnie jak herb Gryfic, Trzebiatowa oraz Płotów.